# Мажд Алгафари
Мажд Ахмад Алгафари е български журналист и преводач от арабски произход.

## Биография
Мажд Алгафари е роден на 28 октомври 1967 г. в град София, Народна република България. Майка му е българка, специалистка е по външна търговия. Баща му е сириец, който се запознава с нея, докато е студент в България. Баща му е архитект, публицист, комунист-идеалист, бил дълги години главен редактор на вестника на сирийската комунистическа партия. Негов брат е българския режисьор Нидал Алгафари.
Взима участие на местните избори през 2023 г. като кандидат за кмет на София, от коалиция „Граждани за Общината“.